# Ł
Ł (přeškrtnuté L, L s šikmou čárkou) je souhláska, šestnácté písmeno polské abecedy a písmeno kašubské, slezské, dolnolužické, hornolužické abecedy a běloruské a ukrajinské latinky. Obsahují je i neslovanské abecedy, a to benátská a vilamovská, abecedy inuitských dialektů inupiat a inuktitut, z indiánských jazyků je zahrnuto v abecedách zunijštiny, tivštiny a celé řady jazyků na-dené, např. navažštiny. Vyskytuje je se také v nářečích na Slovácku (v Podluží a Dolňácku proběhla změna na obalované ṷ), na Valašsku, na Slovácku a na Lašsku. Jan Hus káral Pražany ve své době, že už používali jedno střední L. Písmeno ł se také využívá v přepisu thajštiny do latinky podle ISO 11940. V západoslovanských jazycích navazuje na praslovanskou nonpalatální souhlásku [ɫ] (viz temné l). Ve většině ostatních jazyků písmeno představuje neznělou alveolární laterální frikativu nebo podobný zvuk. V polštině se vyslovuje [w] (podobně jako anglické w) nebo ve východních dialektech a v běloruské latince [ɫ].